# Culex annulus
Culex annulus är en tvåvingeart som beskrevs av Theobald 1901. Culex annulus ingår i släktet Culex och familjen stickmyggor. Inga underarter finns listade i Catalogue of Life.